# Toda la verdad (Lost)
Toda la verdad (título original: The Whole Truth) es el capítulo N° 16 de la Segunda Temporada de Lost. FLASHBACK de Sun Hwa-Kwon.

## Trama
Toda la verdad es el capítulo N° 16 de la Segunda Temporada de Lost. Sun cree que puede estar embarazada. Ana Lucía parte con Sayid en busca del supuesto globo que respaldaría la coartada de Henry Gale, el prisionero.
En el flashback, se muestra que Sun y Jin atravesaban dificultades en su matrimonio porque no podían tener hijos. Buscaron la ayuda de un médico especialista en fertilidad, que les dijo que Sun no podía concebir hijos. Jin reacciona mal y acusa a Sun de haberlo sabido antes de su boda y de habérselo ocultado. También vemos que Sun seguía viéndose con su antiguo novio, Jae Lee, que le daba en secreto lecciones de inglés. Ella le dice a Jae Lee que tiene planes de abandonar a Jin, pero Jae le pide que no lo haga: su relación con una mujer por la que se fue a América no funcionó. Quiere que Sun se quede en Korea por él. Sun y Jae intercambian miradas románticas, pero la escena acaba sin saber si pasó algo más entre los dos. Más tarde, el doctor se encuentra con Sun y le confiesa que es Jin el que es estéril en realidad, pero que temía decirlo porque tenía miedo de lo que Jin, empleado del padre de Sun, le haría a él y a su profesión.
En la isla, Sun y Jin también tienen problemas debido al sobre proteccionismo de Jin hacia Sun tras su intento de secuestro. Sun sospecha que está embarazada y se acerca a Sawyer para pedirle un test de embarazo. Finalmente, descubre que está embarazada, y retrasa su decisión de decírselo a Jin por miedo a su reacción.
Bernard y Rose caminan por la playa discutiendo sobre el hecho de que Bernard haya olvidado el cumpleaños de Rose. Más tarde, Bernard intenta coger ostras en la costa para hacerle un collar de perlas, hasta que Jin deduce lo que está haciendo y le dice en como puede en inglés que no hay ostras. Entonces Sawyer se les acerca y empieza a bromear sobre Jin siendo un nuevo padre. Jin, por supuesto, no entiende lo que dice.
Después de que Jin se disculpara por su discusión, Sun le dice que está embarazada y que su médico le dijo que él era estéril. También le jura que es el único hombre con el que se ha acostado. Jin dice que el bebé debe ser un milagro. Jin le pide que le ayude a aprender inglés para poder hablar con los demás. Mientras ambos se abrazan, Sun tiene una mirada de nerviosismo en la cara.
En otro plano, Locke le dice a Ana Lucia lo del prisionero, Henry, y le pide que lo interrogue, sin consultarlo antes con Jack. Ana Lucia consigue que Henry le de un mapa hasta la supuesta localización del globo, pero viendo el rifirrafe entre Locke y Jack, decide no contárselo a ninguno de los dos. En su lugar, convence a Sayid para que la guíe hasta allí para ver si el globo existe. Charlie les acompaña, revelando sin querer a Ana Lucia que lleva un arma. Charlie se la da a Sayid, mejor que a ella, a quien llama "asesina". Llegan al sitio al que les guiaba Henry, pero el globo no es inmediatamente visible, y comienza a llover. Ana Lucia quiere estar segura antes de que ella y Sayid decidan hacer algo drástico con Henry, así que Sayid divide el área en tres partes y continúan buscando.
De nuevo en la escotilla, Jack deja salir a Henry de la armería y le da cereales de una caja cubierta de logos de DHARMA. Henry pregunta de dónde la han sacado, y cuando Locke dice que de un almacén que ya estaba ahí antes que ellos, Henry contesta incrédulamente que no puede creer que no se pregunten nada sobre la escotilla y sus contenidos. Entonces dice que esta debe ser su recompensa por buen comportamiento, por haberles dibujado por fin el mapa a su globo. Jack y Locke se quedan sin palabras, y Henry se da cuenta de que Ana Lucia no les ha dicho nada. Comenta que probablemente ha sido porque ellos tienen "problemas de confianza" muy serios. Entonces se pregunta en voz alta qué haría él si fuera un Otro: usar ese mapa para llevar a sus amigos a un sitio retirado en el que pudieran hacerles una emboscada, para poder luego intercambiarles por Henry... Finalmente, Henry comenta que es una suerte que él no sea un Otro, ¿no? El capítulo termina con Henry preguntando si tienen leche.

## Otros capítulos
- Capítulo Anterior: Abandono Materno
- Capítulo Siguiente: Encerrados